# Euromissile HOT
HOT (förkortning av franska Haut subsonique Optiquement Téléguidé Tiré d'un Tube) är en pansarvärnsrobot som utvecklades gemensamt av tyska MBB och franska Nord Aviation under 1970-talet för att ersätta robotarna SS.10 och SS.11. De båda firmorna gick sedan samman till Euromissile.

## Konstruktion
Roboten levereras i en förseglad avfyringstub av glasfiber som kan monteras på helikoptrar, stridsfordon eller på en enkel marklavett och anslutas till ett sikte. När roboten avfyras tänds startmotorn vars tryck blåser bort locken på avfyringstuben. Efter 0,9 sekunder tänds banmotorn och laddningen osäkras. Roboten bär med sig en 4 000 meter lång styrkabel som släpps ut bakom roboten och med vilken skytten styr roboten. Det är kabelns längd som sätter gränsen för robotens räckvidd eftersom banmotorn fortfarande brinner när kabeln tar slut.

## Varianter
Den ursprungliga HOT-roboten hade en stridsladdning med samma diameter som kroppen (136 mm). Men eftersom startmotorn hade större diameter och de hopfällda vingarna också tog mer plats fanns det utrymme i avfyringstuben för en större laddning. Därför fick HOT 2 som introducerades 1986 en stridsladdning med samma diameter som startmotorn (150 mm) och som kunde slå igenom grövre pansar.
För att kunna slå igenom reaktivt pansar introducerades 1998 modellen HOT 3 med en tandemladdning där den första, mindre laddningen utlöser ERA-cellen och den andra laddningen, som har en viss fördröjning, slår igenom pansaret.
| Robot | Diameter | Stridsladdning | Genomslagsförmåga |
| ----- | -------- | -------------- | ----------------- |
| HOT   | 136 mm   | 5 kg           | 800 mm            |
| HOT 2 | 150 mm   | 5 kg           | 900 mm            |
| HOT 3 | 150 mm   | 6,48 kg        | 1250 mm           |